# Cefaal hematoom
Een cefaal hematoom is de benaming voor een bult op het hoofd van een pasgeborene die veroorzaakt wordt door een bloeding van het periost. Een cefaal hematoom verdwijnt na een paar weken.

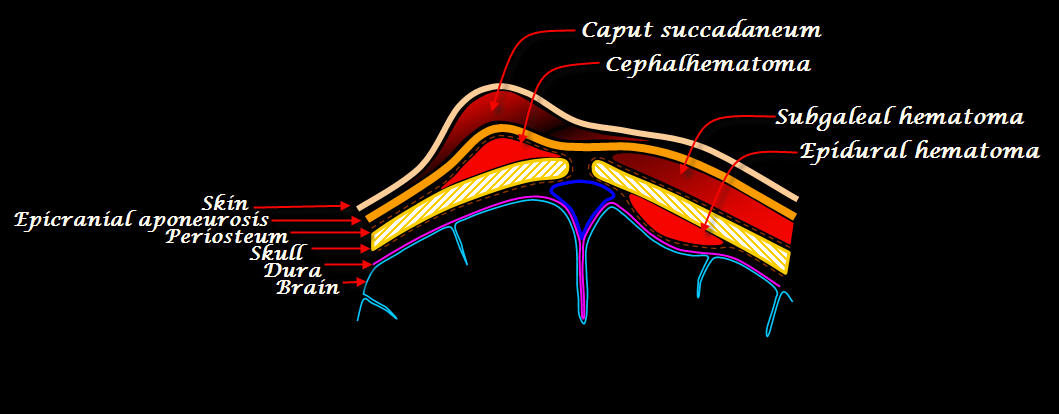